# Obrączkowiec europejski
Obrączkowiec europejski, amfisbena europejska (Blanus cinereus) – gatunek amfisbeny z rodziny Blanidae występujący na Półwyspie Iberyjskim.

## Morfologia
Wszystkie cechy wyglądu są spowodowane przystosowaniem do życia pod ziemią – mała klinowata głowa, dzięki której może drążyć tunele w ziemi; walcowate ciało podzielone na ok. 150 segmentów z drobnymi, ułożonymi w pierścienie łuskami, które umożliwiają poruszanie się zarówno do tyłu, jak i do przodu. Nie ma również kończyn ani otworów usznych, a oczy są silnie zredukowane. Ubarwienie najczęściej jest cielistoczerwone do szaroczerwonego, rzadziej rdzawe, żółtawe, a nawet fioletowe. Osiąga długość do 32 cm (zwykle 22–25 cm).

## Tryb życia
Jak wszystkie amfisbeny żyje pod ziemią, na powierzchnię wychodzi podczas deszczowych nocy. Prowadzi nocny tryb życia. W dzień ukrywa się pod kamieniami, kawałkami drewna i kory, czy też korzeniami roślin. Żywi się bezkręgowcami, głównie wijami i pierścienicami. Jest jajorodny.